# Sonate pour piano no 2 de Chostakovitch
La Sonate pour piano no 2 en si mineur opus 61 est la seconde sonate pour piano de Dmitri Chostakovitch. Composée en 1943 et dédiée à Leonid Nikolaïev, son professeur de piano, elle est créée par le compositeur le 6 juin 1943.

## Structure
L'œuvre est constituée de trois mouvements :
1. Allegretto
2. Largo
3. Moderato

## Analyse de l'œuvre
Le premier thème est exposé à la basse sur des doubles croches en imitations de basse d'Alberti à la main droite. Le second thème bitonal (si bémol majeur, mi bémol majeur) est exposé sur un rythme de marche sur des accords répétés. Le développement se fait en imitations et tonalités juxtaposées. La réexposition en si bémol présente les deux thèmes superposés. La coda en accords martelés dans une équivoque harmonique majeur-mineur conclut le mouvement.
Le Largo, en la bémol majeur est sur un rythme de valse lente.
Le Modérato à 
 est un thème monodique chromatique avec des variations enchaînées. La coda  est jouée dans le grave du piano.